# Гестола
Ге́стола (карач.-балк. Гестола, груз. გისტოლა) — одна из вершин Безенгийской стены главного Кавказского хребта,
район Безенги. С горы стекает река Большой Черек
С севера вершина имеет характерную форму, красиво выделяясь чётким треугольником на контуре Безенгийской стены. В плане — пирамида с почти квадратным основанием, ориентированным под 45° к сторонам света.
На вершину (4860 м) описаны различные скально-ледовые маршруты от 3Б до 5Б, как фронтально из долины, так и траверсом части Безенгийской стены через пик Есенина (4310), Ляльвер.
Название горы отсылает к балкарскому личному имени Гестола.